# King's Cup 2023 (calcio)
La King's Cup 2023 è stata la 49ª edizione della King's Cup, l'annuale torneo internazionale di calcio maschile organizzato dalla Federazione calcistica della Thailandia. Si è tenuta a Chiang Mai, in Thailandia, dal 7 al 10 settembre 2023.
In qualità di paese ospitante, la Thailandia si è qualificata d'ufficio; insieme a lei hanno preso parte l'India, l'Iraq e il Libano.

## Squadre partecipanti
Al torneo hanno partecipato quattro nazionali, così classificate nel ranking FIFA il 20 luglio 2023:
- Iraq (70º posto)
- India (99º posto)
- Libano (100º posto)
- Thailandia (113º posto)

## Fase a eliminazione diretta

### Tabellone
|  | Semifinali | Semifinali | Semifinali |      |            | Finale          | Finale          | Finale          |  |
|  |            |            |            |      |            |                 |                 |                 |  |
|  | Thailandia | Thailandia | 2          |      |            |                 |                 |                 |  |
|  | Thailandia | Thailandia | 2          |      |            |                 |                 |                 |  |
|  | Libano     | Libano     | 1          |      |            |                 |                 |                 |  |
|  | Libano     | Libano     | 1          |      | Thailandia | Thailandia      | 2 (4)           |                 |  |
|  |            |            |            |      | Thailandia | Thailandia      | 2 (4)           |                 |  |
|  |            |            | Iraq       | Iraq | 2 (5)      |                 |                 |                 |  |
|  | Iraq       | Iraq       | Iraq       | Iraq | 2 (5)      | 2 (5)           |                 |                 |  |
|  | Iraq       | Iraq       |            |      |            | 2 (5)           |                 |                 |  |
|  | India      | India      | 2 (4)      |      |            | Finale 3º posto | Finale 3º posto | Finale 3º posto |  |
|  | India      | India      | 2 (4)      |      |            |                 |                 |                 |  |
|  |            |            |            |      |            |                 |                 |                 |  |
|  |            |            |            |      |            | Libano          | Libano          | 1               |  |
|  |            |            |            |      |            | Libano          | Libano          | 1               |  |
|  |            |            |            |      |            | India           | India           | 0               |  |

### Semifinali
| Chiang Mai 7 settembre 2023, ore 15:30 UTC+7                                                    | Thailandia | 2 – 1 referto    | Libano | 700th Anniversary Stadium |
| \| \| \| \| \| Jihad Ayoub 45+3’ (A.g.) Teerasil Dangda 85’ \| Marcatori \| 57’ Bassel Jradi \| |            |                  |        |                           |
|                                                                                                 |            |                  |        |                           |
| Jihad Ayoub 45+3’ (A.g.) Teerasil Dangda 85’                                                    | Marcatori  | 57’ Bassel Jradi |        |                           |

| Chiang Mai 7 settembre 2023, ore 12:30 UTC+7 | Iraq                 | 2 – 2 referto                                  | India | 700th Anniversary Stadium |
| \| \| \| \| \| Ali Al-Hamadi 28’ (Rig.) Ayman Hussein 80’ (Rig.) \| Marcatori \| 16’ Naorem Mahesh Singh 51’ (A.g.) Jalal Hasan \| \| Doski Adnan Al-Saedi Al-Hamawi Resan \| Tiri di rigore 5 – 4 \| } Fernandes } Jhingan } Suresh } A. Ali R. Ali \| |                      |                                                |       |                           |
| |                      |                                                |       |                           |
| Ali Al-Hamadi 28’ (Rig.) Ayman Hussein 80’ (Rig.) | Marcatori            | 16’ Naorem Mahesh Singh 51’ (A.g.) Jalal Hasan |       |                           |
| Doski Adnan Al-Saedi Al-Hamawi Resan | Tiri di rigore 5 – 4 | } Fernandes } Jhingan } Suresh } A. Ali R. Ali |       |                           |

### Finale 3º posto
| Chiang Mai 10 settembre 2023, ore 12:30 UTC+7    | Libano    | 1 – 0 referto | India | 700th Anniversary Stadium |
| \| \| \| \| \| Mahdi Zein 77’ \| Marcatori \| \| |           |               |       |                           |
|                                                  |           |               |       |                           |
| Mahdi Zein 77’                                   | Marcatori |               |       |                           |

### Finale
| Chiang Mai 10 settembre 2023, ore 15:30 UTC+7 | Thailandia           | 2 – 2 referto                      | Iraq | 700th Anniversary Stadium |
| \| \| \| \| \| Nicholas Mickelson 37’ Bordin Phala 82’ \| Marcatori \| 6’ Ayman Hussein 65’ Amjad Attwan \| \| Kaman Puangchan Anan Charoenrattanapirom Bunmathan \| Tiri di rigore 4 – 5 \| Abdulla Doski Farhan Bayesh Attwan \| |                      |                                    |      |                           |
| |                      |                                    |      |                           |
| Nicholas Mickelson 37’ Bordin Phala 82’ | Marcatori            | 6’ Ayman Hussein 65’ Amjad Attwan  |      |                           |
| Kaman Puangchan Anan Charoenrattanapirom Bunmathan | Tiri di rigore 4 – 5 | Abdulla Doski Farhan Bayesh Attwan |      |                           |